# Emil Grecescu

Viceamiralul Emil Grecescu.

Emil Grecescu (n. 1 ianuarie 1905, București – d. 1981) a fost un amiral român, care a deținut funcția de comandant al Marinei Militare Române în perioada 1949 - 1952. 

## Biografie
Emil Grecescu s-a născut la data de 1 ianuarie 1905 în orașul București. A studiat la "Colegiul B.P.Hașdeu" din Buzău și apoi la Școala Navală din Constanța. După finalizarea studiilor, a lucrat la Serviciul Hidrografic, Compania a V-a din cadrul Bazei Navale Maritime, ca ofițer la bordul torpilorului "Zmeul", ofițer secund la bordul remorcherului "Lt. Vârtosu". Până în perioada postbelică a lucrat aproape neîntrerupt la Serviciul Hidrografic, cu excepția perioadei 1925-1926. 
Pe timpul campaniilor de vară a activat ca ofițer cu navigația pe torpilorul "Zborul", ofițer secund pe canoniera "Stihi", respectiv "Cpt. Dumitrescu", comandant de companie în cadrul Batalionului de Recruți al Bazei Navale, șef de cart pe canoniera "Alba Iulia", șeful Serviciului Hidrografic, subdirector la Oficiul Hidrografic și Aerofotogrametric, comandant pe canoniera "Lt. Comandor Stihi", comandantul canonierei "Cpt. Dimitrescu", comandantul canonierei "Stihi", șeful Oficiului Hidrografic, ofițer secund și comandant secund al distrugătorului "Regina Maria", șeful Biroului IV din C.F.N.M., director de studii la Școala Navală, comandantul Grupării Navelor de Mare.
Din data de 25 august 1949, comandorul Emil Grecescu a girat comanda Marinei Militare Române, fiind numit pe funcție prin D.C.F.A. nr. 2739 din 24 iulie 1951. A fost înaintat, la 22 iunie 1951, la gradul de contraamiral prin Prin H.C.M. nr.118/1951. A condus Marina Militară Română până la data de 20 septembrie 1952.
Conform Ordinului M.F.A. nr. 6243 din 20 septembrie 1952, contraamiralul Grecescu a fost transferat începând din aceeași dată în funcția de ajutor al șefului Marelui Stat Major pentru Marină. Din 13 februarie 1954, a fost detașat în funcția de șef de stat major al Comandamentului pentru Prevenirea Inundațiilor.
Contraamiralul Grecescu a fost detașat, în anul 1954, pe timp nelimitat la Consiliul de Miniștri, Biroul Transporturi și Telecomunicații, pentru specialitatea Transporturi Navale. A fost trecut în rezervă la data de 23 octombrie 1956, la vârsta de numai 51 ani.
Prin Decretul Prezidențial nr. 290 din 29 decembrie 1975, Emil Grecescu a fost înaintat la gradul de viceamiral în retragere.

## Distincții
- Medalia „A cincea aniversare a Republicii Populare Române” (24 decembrie 1952) „pentru lupta și munca duse în vederea făuririi, consolidării și prosperării Republicii Populare Române”[2]
- Ordinul „23 August” clasa a III-a (10 august 1964) „pentru merite deosebite în opera de construire a socialismului, cu prilejul celei de a XX-a aniversări a eliberării patriei”[3]